# Пашкевож
Пашкево́ж або Па́шке-Вож (рос. Пашкевож, Пашке-Вож) — річка в Республіці Комі, Росія, ліва притока річки Ук'ю, лівої притоки річки Ілич, правої притоки річки Печора. Протікає територією Троїцько-Печорського району.
Річка починається на північних схилах гори Мань-Янгтумп (висота 784 м), що на кордоні Республіки Комі та Ханти-Мансійського автономного округ Тюменської області. Протікає на північ, північний захід, південний захід та захід. Більша частина середньої течія та нижня течія протікають паралельно річці Ук'ю.